# Luwaras
Luwaras (gr. Λουβαράς) – wieś w Republice Cypryjskiej, w dystrykcie Limassol. W 2011 roku liczyła 363 mieszkańców.